# 大村市
大村市（おおむらし）は、長崎県において諫早市と共に県央とされる市。長崎空港があることから、長崎県の空の玄関口としての面も併せ持つ。

## 概要

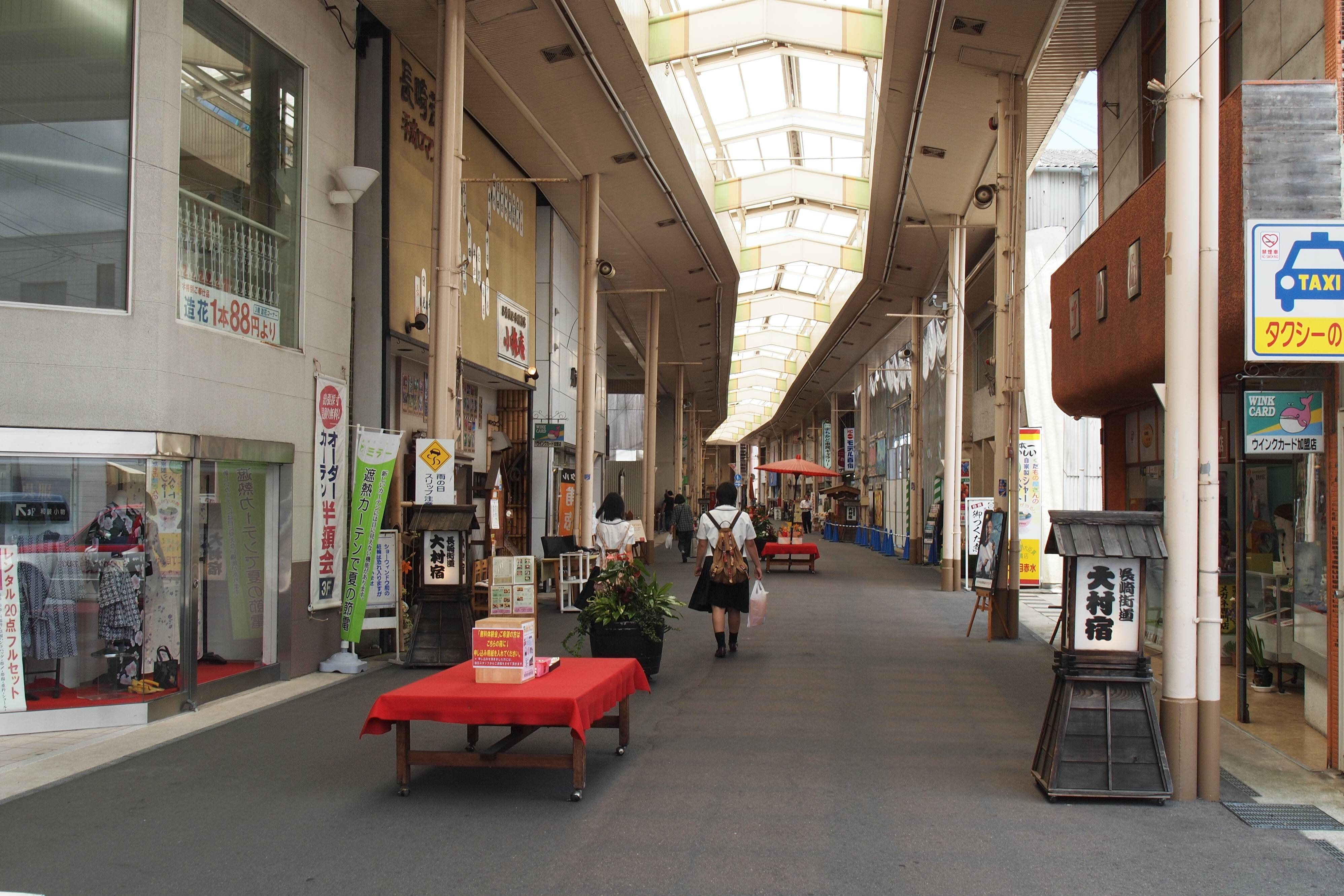
商店街（大村中央商店街）

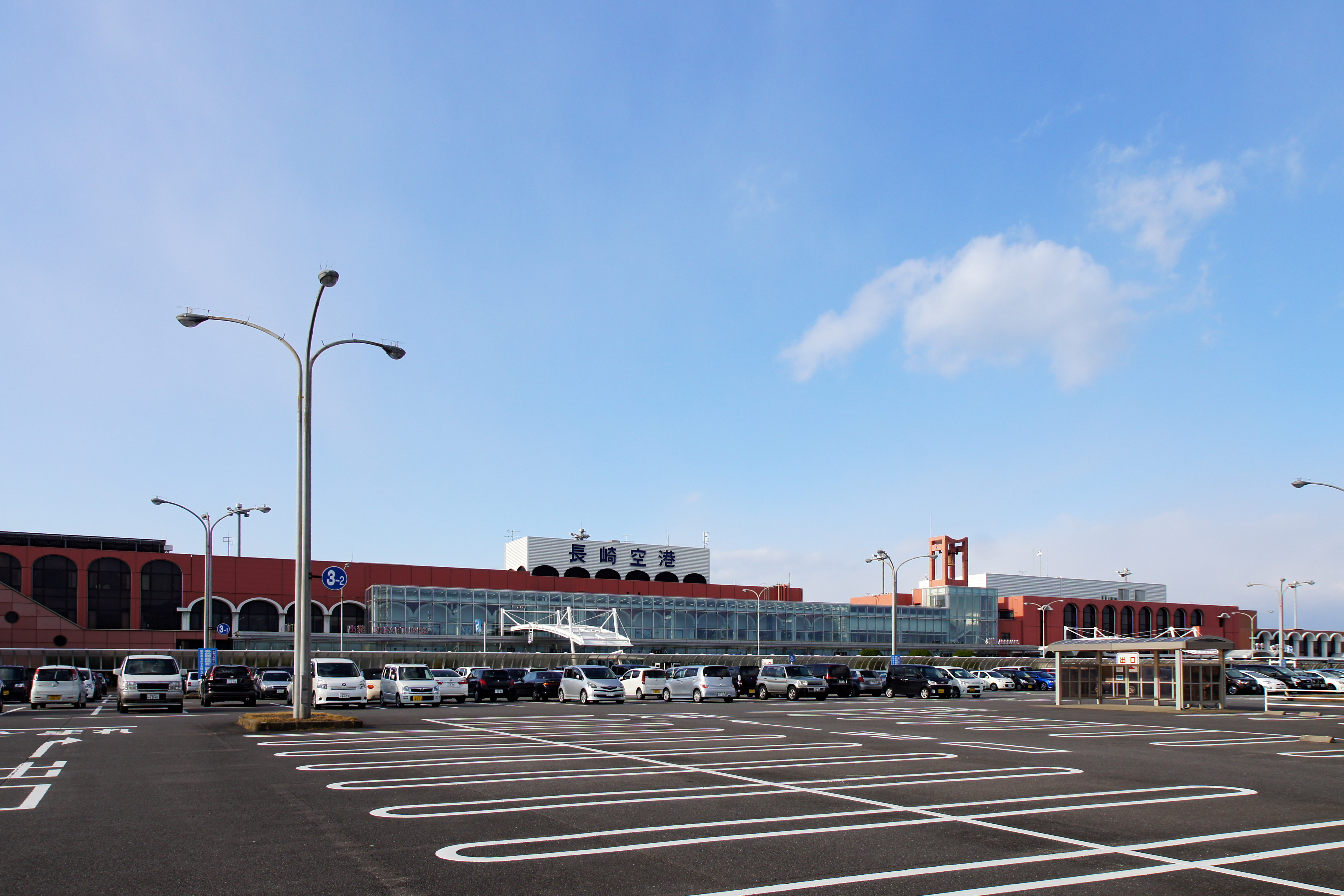
長崎空港

人口は9万人と中規模ではあるが着実に人口が増加している（1970年から50年近く連続で人口増）。
長崎県における地域区分のうち県央地域に含まれ、諫早市・長崎市・佐世保市へのアクセスも良くベッドタウンとしての一面を持つ。現在もその傾向は強く、新興住宅地や中規模マンションの開発が行われている。
交通の便はJR（西九州新幹線・大村線）・バス・航空（長崎空港）・船舶・高速道路（大村IC・木場スマートIC）等がある。近年では、長崎県交通局（県営バス）が運営する高速シャトルバスや空港バス（長崎空港リムジンバス）の運行により長崎市内へのアクセスが整備された。
以前より企業・大学誘致に力を注いでいる。商業については郊外に大型店舗等の進出が多く、2013年（平成25年）には核店舗であった大村浜屋が閉店するなど、昔ながらの商店街は苦戦しているものの中央部は大型マンション、郊外では新興住宅地の開発が進んでいる。土地が平坦なためか、自転車の利用も非常に多い。
財政では大村競艇場の売上が増加している影響もあり、市への繰入れ金額も増加している。
2019年10月5日に長崎県立図書館（ミライon図書館）が全館オープンした。
元大村海軍病院の国立病院機構長崎医療センター（ドクターヘリ配備）、元海軍共済病院の大村市民病院を有する。

## 地理

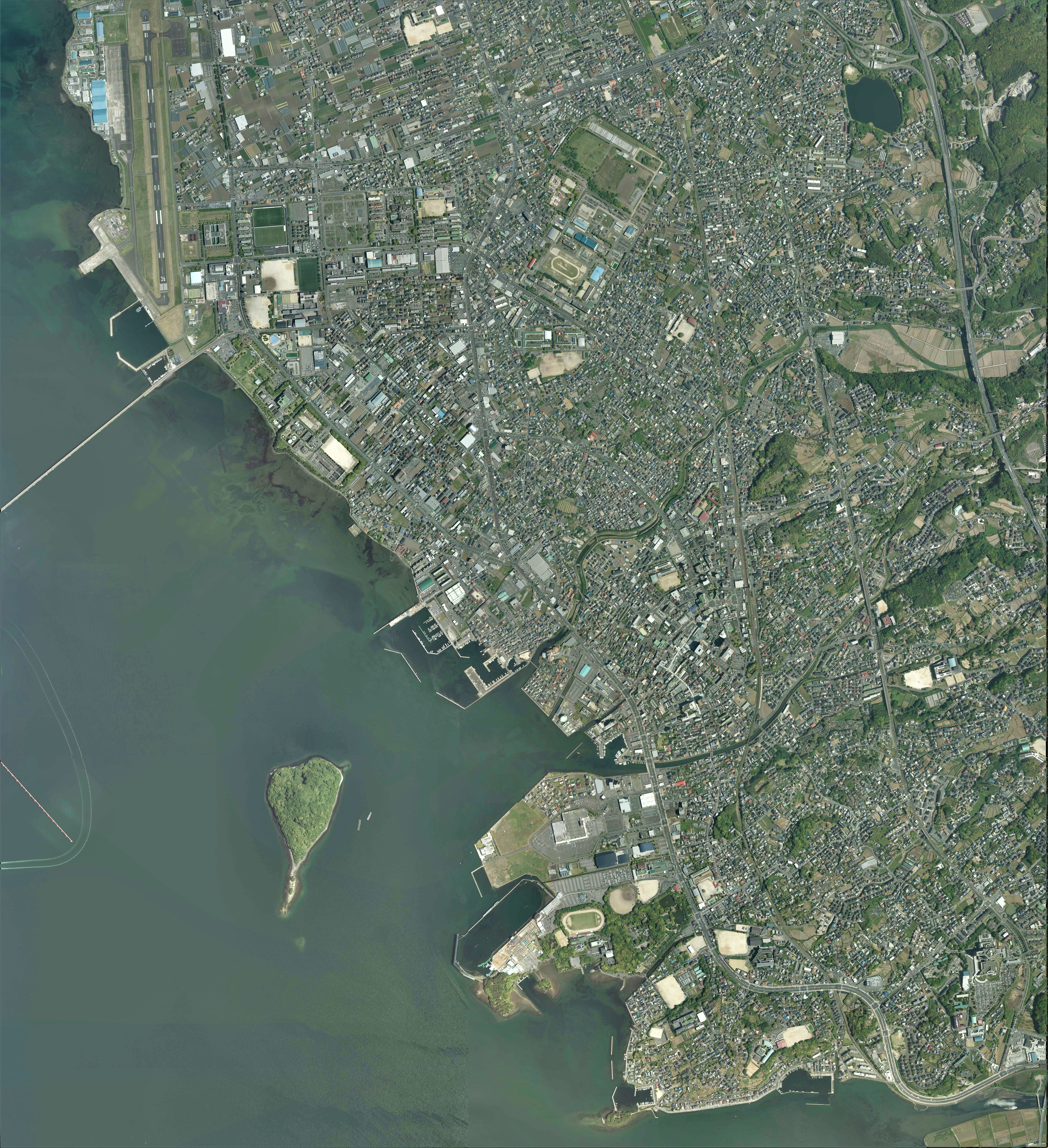
大村市中心部周辺の空中写真。
2014年5月7日撮影の8枚を合成作成。。

多良山系の西麓、大村湾の東岸に位置する。大村平野は長崎県内でも数少ない、まとまった面積を持つ平坦地でもある。
市西部の市街地は郡川・大上戸川の扇状地の上にある。平野部が比較的広く生活の不便が少ない。また、平野部から山間部にかけてはなだらかな起伏となっている。市の東部は標高1,076mの経ヶ岳を筆頭に多良山系の切り立った山地があり、各河川によって深い谷が刻まれる。
- 平野: 大村平野
- 湾: 大村湾
- 山岳: 多良山系経ヶ岳・五家原岳（ごかはらだけ）・郡岳（こおりだけ）
- 渓谷: 黒木渓谷
- 河川: 郡川（こおりがわ）・大上戸川（だいじょうごがわ）・内田川・鈴田川・東大川
- 島: 箕島（みしま: 長崎空港）・臼島
- 湖沼: 野岳湖・池田堤
- ダム: 萱瀬（かやぜ）ダム・重井田ダム

### 気候
| 大村（1996年 - 2020年（降水量、平均降水日数は1991年 - 2020年））の気候 | 大村（1996年 - 2020年（降水量、平均降水日数は1991年 - 2020年））の気候 | 大村（1996年 - 2020年（降水量、平均降水日数は1991年 - 2020年））の気候 | 大村（1996年 - 2020年（降水量、平均降水日数は1991年 - 2020年））の気候 | 大村（1996年 - 2020年（降水量、平均降水日数は1991年 - 2020年））の気候 | 大村（1996年 - 2020年（降水量、平均降水日数は1991年 - 2020年））の気候 | 大村（1996年 - 2020年（降水量、平均降水日数は1991年 - 2020年））の気候 | 大村（1996年 - 2020年（降水量、平均降水日数は1991年 - 2020年））の気候 | 大村（1996年 - 2020年（降水量、平均降水日数は1991年 - 2020年））の気候 | 大村（1996年 - 2020年（降水量、平均降水日数は1991年 - 2020年））の気候 | 大村（1996年 - 2020年（降水量、平均降水日数は1991年 - 2020年））の気候 | 大村（1996年 - 2020年（降水量、平均降水日数は1991年 - 2020年））の気候 | 大村（1996年 - 2020年（降水量、平均降水日数は1991年 - 2020年））の気候 | 大村（1996年 - 2020年（降水量、平均降水日数は1991年 - 2020年））の気候 |
| 月                                                                     | 1月                                                                    | 2月                                                                    | 3月                                                                    | 4月                                                                    | 5月                                                                    | 6月                                                                    | 7月                                                                    | 8月                                                                    | 9月                                                                    | 10月                                                                   | 11月                                                                   | 12月                                                                   | 年                                                                     |
| ---------------------------------------------------------------------- | ---------------------------------------------------------------------- | ---------------------------------------------------------------------- | ---------------------------------------------------------------------- | ---------------------------------------------------------------------- | ---------------------------------------------------------------------- | ---------------------------------------------------------------------- | ---------------------------------------------------------------------- | ---------------------------------------------------------------------- | ---------------------------------------------------------------------- | ---------------------------------------------------------------------- | ---------------------------------------------------------------------- | ---------------------------------------------------------------------- | ---------------------------------------------------------------------- |
| 最高気温記録 °C （°F）                                                 | 20.3 (68.5)                                                            | 22.0 (71.6)                                                            | 25.0 (77)                                                              | 28.3 (82.9)                                                            | 31.7 (89.1)                                                            | 36.2 (97.2)                                                            | 37.2 (99)                                                              | 38.7 (101.7)                                                           | 38.1 (100.6)                                                           | 32.2 (90)                                                              | 27.6 (81.7)                                                            | 24.9 (76.8)                                                            | 38.7 (101.7)                                                           |
| 平均最高気温 °C （°F）                                                 | 10.5 (50.9)                                                            | 12.0 (53.6)                                                            | 15.5 (59.9)                                                            | 20.3 (68.5)                                                            | 24.6 (76.3)                                                            | 27.3 (81.1)                                                            | 30.8 (87.4)                                                            | 32.6 (90.7)                                                            | 29.3 (84.7)                                                            | 24.5 (76.1)                                                            | 18.6 (65.5)                                                            | 12.9 (55.2)                                                            | 21.6 (70.9)                                                            |
| 日平均気温 °C （°F）                                                   | 6.7 (44.1)                                                             | 7.6 (45.7)                                                             | 10.7 (51.3)                                                            | 15.2 (59.4)                                                            | 19.7 (67.5)                                                            | 23.3 (73.9)                                                            | 27.1 (80.8)                                                            | 28.3 (82.9)                                                            | 25.0 (77)                                                              | 20.0 (68)                                                              | 14.4 (57.9)                                                            | 9.0 (48.2)                                                             | 17.3 (63.1)                                                            |
| 平均最低気温 °C （°F）                                                 | 2.9 (37.2)                                                             | 3.5 (38.3)                                                             | 6.2 (43.2)                                                             | 10.8 (51.4)                                                            | 15.5 (59.9)                                                            | 20.0 (68)                                                              | 24.3 (75.7)                                                            | 25.1 (77.2)                                                            | 21.6 (70.9)                                                            | 15.9 (60.6)                                                            | 10.4 (50.7)                                                            | 5.3 (41.5)                                                             | 13.5 (56.3)                                                            |
| 最低気温記録 °C （°F）                                                 | −6.2 (20.8)                                                            | −4.7 (23.5)                                                            | −0.9 (30.4)                                                            | 2.7 (36.9)                                                             | 7.7 (45.9)                                                             | 12.8 (55)                                                              | 18.0 (64.4)                                                            | 19.1 (66.4)                                                            | 13.3 (55.9)                                                            | 7.6 (45.7)                                                             | 2.1 (35.8)                                                             | −2.4 (27.7)                                                            | −6.2 (20.8)                                                            |
| 降水量 mm （inch）                                                     | 57.4 (2.26)                                                            | 77.4 (3.047)                                                           | 112.6 (4.433)                                                          | 143.5 (5.65)                                                           | 158.0 (6.22)                                                           | 305.5 (12.028)                                                         | 305.5 (12.028)                                                         | 221.1 (8.705)                                                          | 179.7 (7.075)                                                          | 94.3 (3.713)                                                           | 88.3 (3.476)                                                           | 67.7 (2.665)                                                           | 1,811.1 (71.303)                                                       |
| 平均降水日数 （≥1.0 mm）                                               | 8.0                                                                    | 8.3                                                                    | 10.2                                                                   | 9.2                                                                    | 8.7                                                                    | 12.7                                                                   | 11.0                                                                   | 10.2                                                                   | 9.0                                                                    | 5.8                                                                    | 7.9                                                                    | 8.1                                                                    | 109.1                                                                  |
| 出典1：Japan Meteorological Agency                                     |                                                                        |                                                                        |                                                                        |                                                                        |                                                                        |                                                                        |                                                                        |                                                                        |                                                                        |                                                                        |                                                                        |                                                                        |                                                                        |
| 出典2：気象庁                                                          |                                                                        |                                                                        |                                                                        |                                                                        |                                                                        |                                                                        |                                                                        |                                                                        |                                                                        |                                                                        |                                                                        |                                                                        |                                                                        |

### 隣接する自治体
- 長崎県
  - 諫早市
  - 東彼杵郡東彼杵町
- 佐賀県
  - 鹿島市
  - 嬉野市
  - 藤津郡太良町

### 地区
- 大村地区・西大村地区・竹松地区・福重地区・松原地区・萱瀬地区・鈴田地区・三浦地区
詳しい町名については大村市の地名を参照。

## 歴史

### 大村藩
大村藩の起源は言い伝えによると藤原氏の遠縁にあたる藤原直純（諸説あり）が900年代前後に東彼杵荘大村に入り、久原（大村市久原町）に屋敷を建てて定住したのが始まり。その後16代領主純伊の際、島原の有馬氏に敗北。所領を失った。
しかしその後は北九州地方の豪族の手を借り旧領を回復。豊臣秀吉以前の大村家は長崎外海地方（現在の出島の起源とも）を領有しており、南蛮貿易も盛んだった。18代領主大村純忠は日本初のキリシタン大名。当然領内のキリスト教信仰は盛んになるが、反面仏教を排斥するというキリシタンの暴徒化もあり、いくつかの寺が焼き討ちされた。
19代（初代藩主）大村喜前の代で関ヶ原の戦いが起きた。大村家は東軍に付き、所領を安堵される。2万7千石の城下町として栄えたが、彼の代よりキリシタン弾圧が始まり、1657年（明暦3年）の郡崩れ（こおりくずれ）では、608名が検挙され、最終的に411名が処刑された。
幕末は明治新政府側につき、最終的に3万石となり、廃藩置県により大村県とされた後、長崎県に統合された。最後の藩主は大村純熈であった。
明治維新の際は明治政府側に立ったため所領を安堵され、明治以降も医学･政治などの分野で多くの偉人を輩出している。

### 近現代

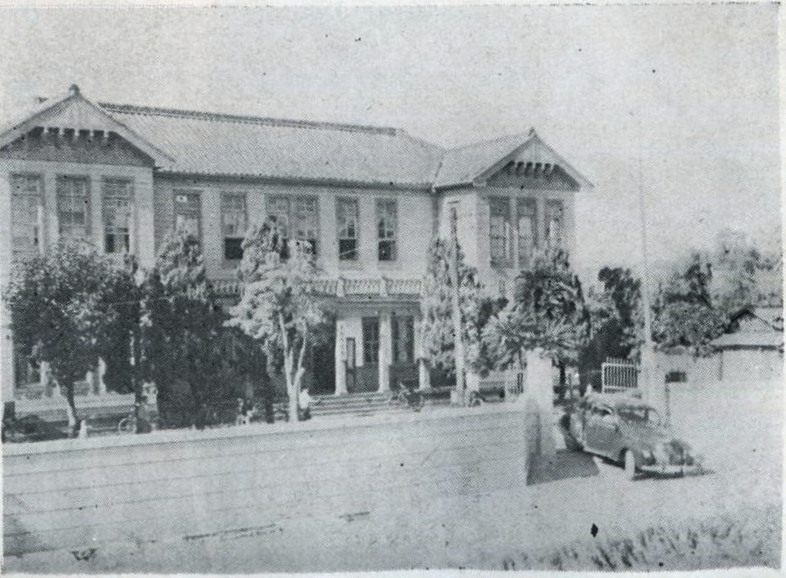
1952年頃の大村市役所庁舎。1964年10月に現庁舎に改築された。

大村藩の領地であった彼杵郡は東西に分割され、1889年の町村制施行によりさらに細分化された。大村藩解体後もしばらくは西彼杵半島方面との繋がりも深かったものの、城下町としての地位を失った大村は衰退をみることとなる。
1897年に熊本の歩兵第46連隊（日本陸軍）が放虎原（ほうこばる）に駐屯し、各種サービス業者が営業を開始したことにより状況は一変する。1923年には海軍航空隊が、1941年にはアジア最大ともいわれた第21海軍航空廠が開設され、大村は「軍都」として発展した。1941年の人口は3万3千人ほどであったが、1943年には6万7千人と倍増し、1942年2月11日に大村町、三浦村、萱瀬（かやぜ）村、福重（ふくしげ）村、鈴田村、松原村の1町5村が合併し市制施行した。
第21海軍航空廠は1944年10月25日の大村大空襲で壊滅し、その後も度々米軍の艦載機等の攻撃に晒されている。長崎市への原子爆弾投下の際には海軍や陸軍の病院があったため（前者は現在の国立病院機構長崎医療センター、後者は現在の市立大村市民病院）多くの被爆者が搬送されてきた。一時期、長崎師範学校（現: 長崎大学教育学部）や長崎医科大学基礎医学部などが大村市内に移転しており学園都市としての発展も期待されていたが、いずれも1949年から1953年にかけて長崎市に再移転している。
大村飛行場の跡地は開墾地となり、1949年（昭和24年）5月25日、大村市に行幸した昭和天皇が視察を行っている（昭和天皇の戦後巡幸）。
戦後は世界初の海上空港である長崎空港や高速道路などのアクセスの利便性を活かしたハイテク産業などの面でも発展を続けている。

#### 行政区域の変遷
- 1871年（明治4年）
  - 旧暦7月14日（8月29日） - 廃藩置県により、大村県の管轄となる。
  - 旧暦11月14日（12月25日） - 第1次府県統合により、長崎県の管轄となる。
- 明治初年 - 大村城下各町が合併して大村町となる。
- 1878年（明治11年）10月28日 - 郡区町村編制法の長崎県での施行により、彼杵郡のうち現在の市域を含む区域に行政区画としての東彼杵郡が発足。
- 1889年（明治22年）4月1日 - 町村制の施行により、現在の市域にあたる以下の町村が発足。
  - 大村町、大村（大村の一部[注 2]）、西大村（大村の残部[注 3]）、竹松村、萱瀬村、福重村、松原村、三浦村、鈴田村
- 1925年（大正14年）4月1日 ‐ 大村町・大村が合併し、改めて大村町が発足。
- 1939年（昭和14年）11月3日 ‐ 大村町・西大村・竹松村が合併し、改めて大村町が発足。
- 1942年（昭和17年） 2月11日 ‐ 大村町・三浦村・鈴田村・萱瀬村・福重村・松原村が合併し市制施行。大村市が発足。
- 1963年（昭和38年）7月1日 - 東彼杵町の一部、武留路郷が大村市に編入。

### 教育史
- 1670年 - 大村藩校集義館（のちの五教館、大村高校）設立

### 主な災害
- 2020年（令和2年）7月6日 - 令和2年7月豪雨により佐奈河内川の護岸が決壊して氾濫するなどの被害[5][6]。

## 行政

### 市長
- 園田裕史（2015年11月8日就任、3期目[7]）

| 代    | 氏名       | 就任年月日     | 退任年月日     | 備考                   |
| ----- | ---------- | -------------- | -------------- | ---------------------- |
| 1     | 山口尚章   | 1942年7月15日  | 1946年7月14日  |                        |
| 2-3   | 松本寅一   | 1946年8月15日  | 1948年12月27日 |                        |
| 4     | 柳原敏一   | 1949年1月31日  | 1952年11月17日 |                        |
| 5-8   | 大村純毅   | 1952年12月10日 | 1968年12月9日  |                        |
| 9-10  | 松本寅一   | 1968年12月10日 | 1976年5月26日  |                        |
| 11    | 高木隆虎   | 1976年6月20日  | 1979年3月27日  |                        |
| 12-13 | 戸島英二   | 1979年4月22日  | 1987年4月23日  |                        |
| 14-15 | 松本崇     | 1987年4月26日  | 1994年9月15日  | 収賄容疑で逮捕され辞職 |
| 16-17 | 甲斐田國彦 | 1994年10月16日 | 2002年10月15日 |                        |
| 18-21 | 松本崇     | 2002年10月16日 | 2015年9月25日  | 在職中に病死           |
| 22-24 | 園田裕史   | 2015年11月8日  | 現職           |                        |

### 庁舎
- 大村市役所
  - 本館 - パスポート窓口[注 4]
  - 別館
  - 第2別館
  - 第3別館
  - こどもセンター
  - 総合福祉センター
  - 高齢者・障害者センター
  - 環境センター
  - 水道局
  - 競艇企業局
  - 住民センター（出張所） - 三浦、鈴田、西大村、萱瀬、竹松、福重、松原の7か所。

### 国の機関
長崎空港があるため、空港関係の機関が多い。
法務省
- 大村区検察庁
- 大村入国管理センター

財務省
- 長崎税関長崎空港出張所
- 税務署は諫早税務署が担当

厚生労働省
- ハローワーク大村
- 福岡検疫所長崎空港出張所

経済産業省
- 独立行政法人中小企業基盤整備機構長崎事務所

国土交通省
- 長崎河川国道事務所大村維持出張所
- 国土交通省長崎空港事務所
- 長崎空港測候所

農林水産省
- 長崎森林管理署大村森林事務所
- 門司植物検疫所福岡支所長崎出張所空港分室
- 動物検疫所門司支所長崎空港出張所

防衛省
- 陸上自衛隊 大村駐屯地、竹松駐屯地
- 海上自衛隊 大村航空基地

裁判所
- 長崎地方裁判所 大村支部
- 長崎家庭裁判所 大村支部
- 大村簡易裁判所

### 長崎県の機関
地理的にも長崎県の中央に位置し、離島とも空路で結ばれているため、県の機関も多い。
教育
- 長崎県教育センター

警察
- 長崎県運転免許試験場

建設
- 財団法人長崎県建設技術研究センター（NERC ナーク）
- 長崎県工業技術センター
- 長崎県住宅供給公社大村事務所
- 長崎県新幹線用地事務所

農林
- 長崎県環境保健研究センター
- 長崎県農林技術開発センター
- 長崎県畜犬管理所
- 長崎県畜犬愛護指導協力会

保健所
- 県央振興局（諫早市）の県央保健所が担当

その他
- 県央振興局（諫早市）が担当

### 警察
- 長崎県警察（長崎市）
  - 大村警察署

### 消防

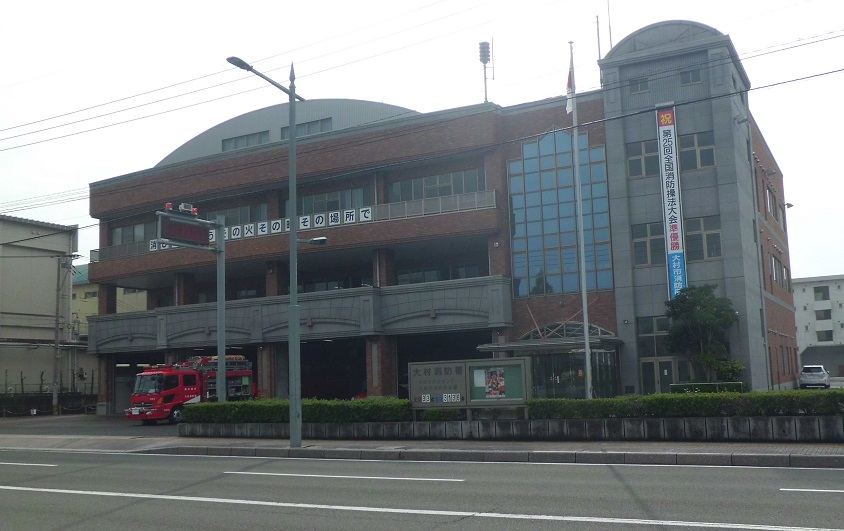
大村消防署

- 県央地域広域市町村圏組合
  - 大村消防署
    - 宮小路分署
    - 久原分署

### 医療
- 国立病院機構長崎医療センター（643床）
- 長崎県精神医療センター（141床、旧長崎県立大村病院）
- 市立大村市民病院（284床）
- 大村共立病院（198床）
- 貞松病院（76床）
- 中澤病院（60床）
- 南野病院（95床）

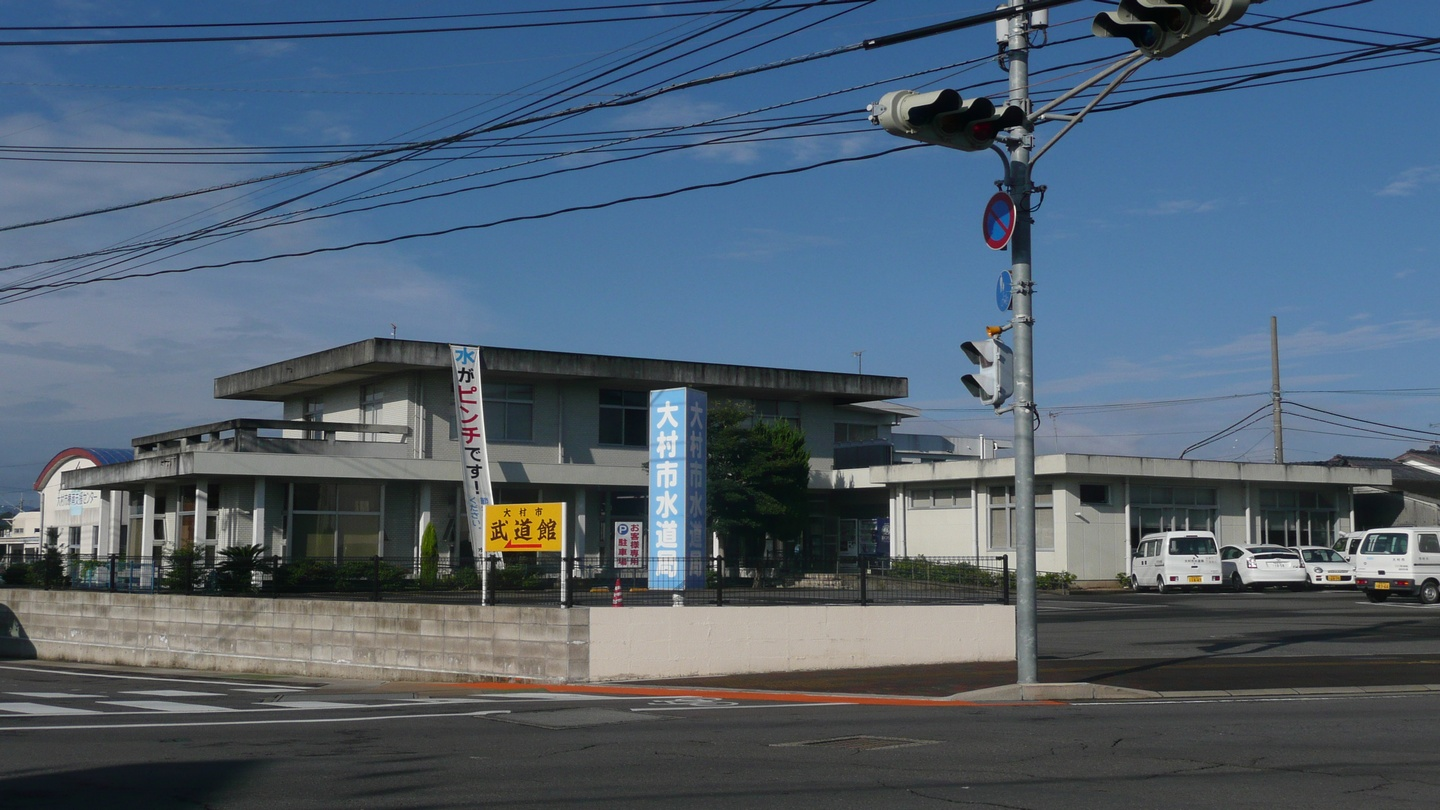
大村市水道局
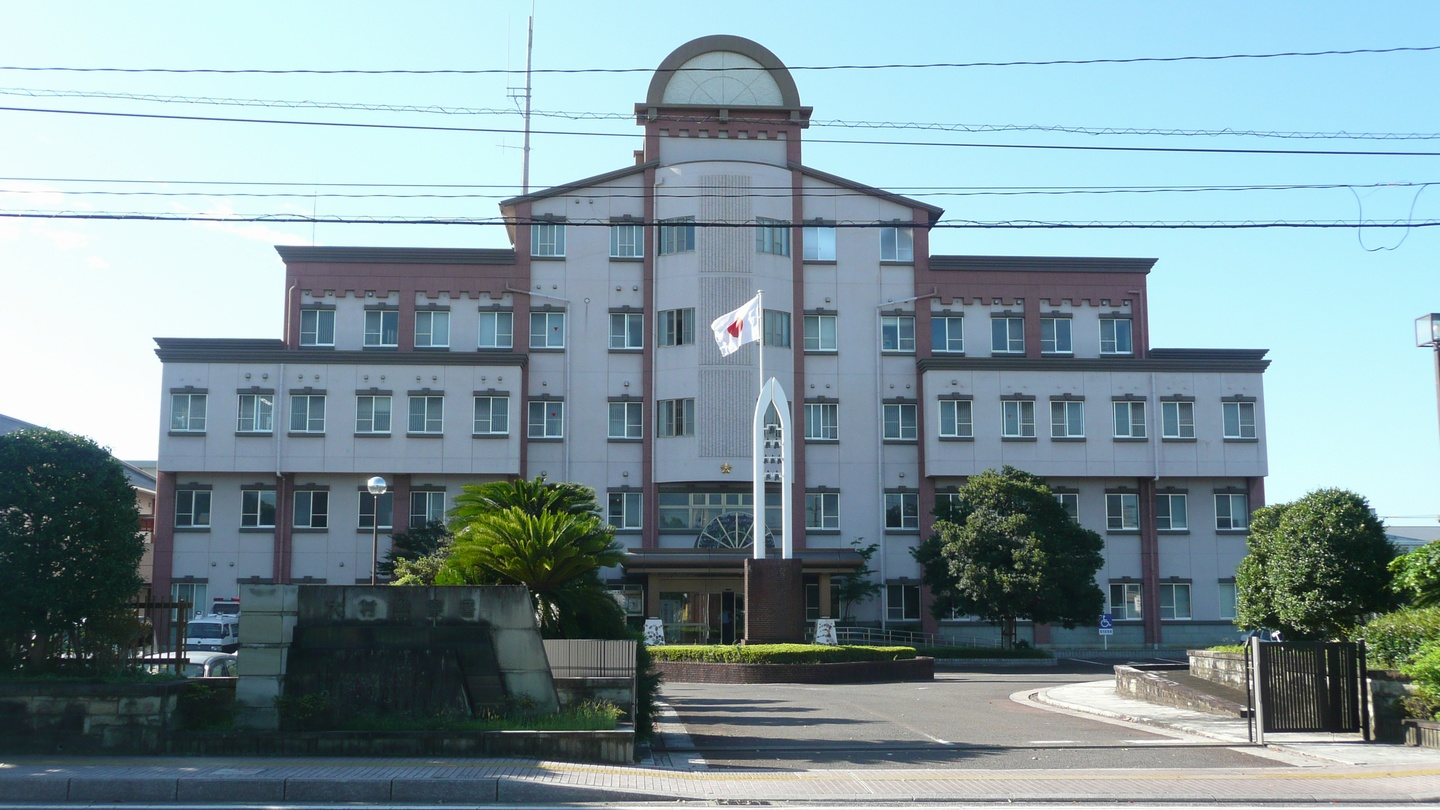
大村警察署
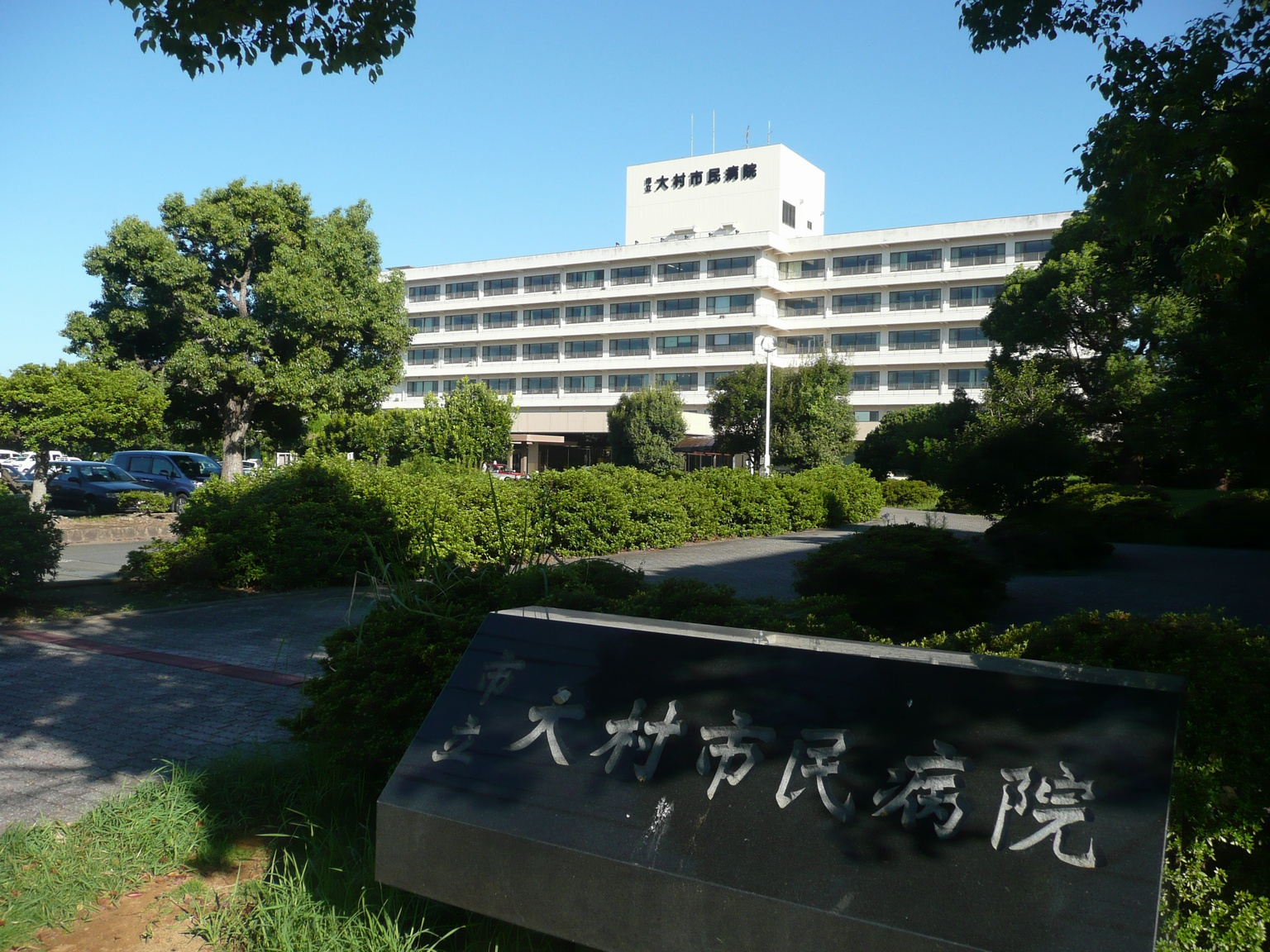
大村市民病院

### 福祉
- 社会福祉法人　光と緑の園
- 社会福祉法人　大村福祉会（泉の里）
- 社会福祉法人　ことの海会
- 社会福祉法人　とみのはら福祉会

## 議会

### 市議会
- 定数：25人
- 任期：2023年5月2日 - 2027年5月1日

### 衆議院
2024年衆議院議員補欠選挙
- 選挙区：長崎3区（佐世保市（早岐・三川内・宮の各支所管内）、大村市、対馬市、壱岐市、五島市、東彼杵郡、北松浦郡（小値賀町）、南松浦郡）
- 投票日：2024年4月28日
- 当日有権者数：231,747人
- 投票率：35.45％

| 当落 | 候補者名   | 年齢 | 所属党派     | 新旧別 | 得票数   |
| ---- | ---------- | ---- | ------------ | ------ | -------- |
| 当   | 山田勝彦   | 44   | 立憲民主党   | 前     | 53,381票 |
|      | 井上翔一朗 | 40   | 日本維新の会 | 新     | 24,709票 |

2021年衆議院議員総選挙
- 選挙区：同上
- 投票日：2021年10月31日
- 当日有権者数：236,525人
- 投票率：60.93％

| 当落 | 候補者名 | 年齢 | 所属党派   | 新旧別 | 得票数       | 重複 |
| ---- | -------- | ---- | ---------- | ------ | ------------ | ---- |
| 当   | 谷川弥一 | 80   | 自由民主党 | 前     | 57,223票     |      |
| 比当 | 山田勝彦 | 42   | 立憲民主党 | 新     | 55,189.084票 | ○    |
|      | 山田博司 | 51   | 無所属     | 新     | 25,566.906票 |      |
|      | 石本啓之 | 52   | 改新党     | 新     | 2,750票      |      |

## 経済

### 農業
- いちご（「さちのか」、「こいのか」）、にんじん、米、アスパラガス、トマト、温州みかんなど。

### 漁業
- 大村市漁業協同組合
- 大村牡蠣、なまこ、さざえ、うに、しゃこ

### 産業
- 大村ハイテクパーク・オフィスパーク大村
- 伸和コントロールズ

#### 大村市に本社を置く主な企業
- SUMCO TECHXIV
- オリエンタルエアブリッジ
- ボートレース大村
- 長崎空港ビルディング株式会社（NABIC）
- 九州教具株式会社
- 株式会社琴花園

### 金融機関
- 銀行
  - 十八親和銀行 - 大村支店、大村中央支店、竹松支店、竹松中央支店、西大村支店、西大村中央支店、諏訪出張所
  - 長崎銀行 - 大村支店、西大村支店
- 信用金庫
  - 九州ひぜん信用金庫 - 大村支店、竹松支店、西大村支店
  - たちばな信用金庫 - 西大村支店
- 信用組合
  - 西海みずき信用組合 - 早岐支店大村出張所
- 長崎県央農業協同組合（JAバンク） - 大村北支店、大村中央支店、郡支店、三鈴支店

### 郵便局
- 郵便局
  - 集配局1局 - 大村郵便局
  - 無集配局13局
    - 大村荒瀬局、大村池田局、大村駅前局、大村杭出津局（くいでつ）、大村玖島局、大村水田局、萱瀬局、鈴田局、竹松局、西大村局、福重局、松原局、三浦局

  - 簡易郵便局3局 - 大村久原簡易局、大村木場簡易局、富の原簡易局

ホテル
- 大村ステーションホテル長崎空港
- 大村ステーションホテル
- チサンイン大村長崎空港
- 大村セントラルホテル
- 長崎インターナショナルホテル
- 大村マリーナホテル
- 大村ヤスダオーシャンホテル
- ビジネスホテル　花まるみ
- ヴィラテラス大村ホテル＆リゾート
- HOTEL AZ 長崎大村店
- ビジネスホテル　古賀島
- みなと　旅館
- Village BFH
- ビジネスホテル　よし川
- 旅館いろは
- 出雲屋旅館
- 旅館　浮亀
- ビジネス民宿　ふるさと
- ホテル　伊出屋

## 姉妹都市・友好都市

### 姉妹都市
国内
- 秋田県仙北市（旧角館町と1979年7月18日提携）関連: 戊辰戦争
- 兵庫県伊丹市（1980年4月17日提携）関連: 空港のある街、および江戸時代の婚姻関係

国外
- ポルトガル共和国シントラ市（1997年8月21日提携）関連: 1582年、天正遣欧少年使節が同市来訪
- アメリカ合衆国カリフォルニア州サンカルロス市（2012年7月20日提携）

### 友好都市
- 中華人民共和国上海市閔行区（1987年9月21日提携）関連: 空港のある街。

## 地域

### 人口
| |                                        |  |
| 大村市と全国の年齢別人口分布（2005年） | 大村市の年齢・男女別人口分布（2005年） |  |
| ■紫色 ― 大村市 ■緑色 ― 日本全国 | ■青色 ― 男性 ■赤色 ― 女性              |  |
| 大村市（に相当する地域）の人口の推移 \| 1970年（昭和45年） \| 56,538人 \| \| \| 1975年（昭和50年） \| 60,919人 \| \| \| 1980年（昭和55年） \| 65,538人 \| \| \| 1985年（昭和60年） \| 69,472人 \| \| \| 1990年（平成2年） \| 73,435人 \| \| \| 1995年（平成7年） \| 79,279人 \| \| \| 2000年（平成12年） \| 84,414人 \| \| \| 2005年（平成17年） \| 88,040人 \| \| \| 2010年（平成22年） \| 90,517人 \| \| \| 2015年（平成27年） \| 92,757人 \| \| \| 2020年（令和2年） \| 95,397人 \| \| |                                        |  |
| 総務省統計局 国勢調査より |                                        |  |
| 1970年（昭和45年） | 56,538人                               |  |
| 1975年（昭和50年） | 60,919人                               |  |
| 1980年（昭和55年） | 65,538人                               |  |
| 1985年（昭和60年） | 69,472人                               |  |
| 1990年（平成2年） | 73,435人                               |  |
| 1995年（平成7年） | 79,279人                               |  |
| 2000年（平成12年） | 84,414人                               |  |
| 2005年（平成17年） | 88,040人                               |  |
| 2010年（平成22年） | 90,517人                               |  |
| 2015年（平成27年） | 92,757人                               |  |
| 2020年（令和2年） | 95,397人                               |  |

### 教育

#### 大学
私立
- 活水女子大学 大村キャンパス

#### 高等学校
県立
- 長崎県立大村高等学校
- 長崎県立大村工業高等学校
- 長崎県立大村城南高等学校

私立
- 向陽高等学校

#### 中学校
市立
- 大村中学校（おおむら）
- 萱瀬中学校（かやぜ）
- 玖島中学校（くしま）
- 郡中学校（こおり）
- 桜が原中学校（さくらがはら）
- 西大村中学校（にしおおむら）

#### 小学校
市立
- 旭が丘小学校（あさひがおか）
- 大村小学校（おおむら）
- 萱瀬小学校（かやぜ）
- 黒木小学校（くろき）
- 三城小学校（さんじょう）
- 鈴田小学校（すずた）
- 竹松小学校（たけまつ）
- 中央小学校（ちゅうおう）
- 富の原小学校（とみのはら）
- 西大村小学校（にしおおむら）
- 東大村小学校（ひがしおおむら）
- 福重小学校（ふくしげ）
- 放虎原小学校（ほうこばる）
- 松原小学校（まつばら）
- 三浦小学校（みうら）

#### 幼稚園
市立
- 大村幼稚園
- 西大村幼稚園
- 福重幼稚園
- 松原幼稚園

私立
- 大村聖母幼稚園
- 向陽幼稚園
- 長崎星美幼稚園

#### 保育所
市立
- 三城保育所

私立
- 池田保育園
- 植松保育園
- おひさま保育園
- かたまち保育園
- 萱瀬保育園
- 三浦保育園
- 久原保育園
- 桜馬場保育園
- 新城保育園
- 諏訪保育園
- かしのき保育園
- 松原保育園
- ふるまち保育園
- ときわ保育園
- 妙宣寺保育園
- ゆりかご保育園
- わかば保育園

#### 認定こども園
市立
- 放虎原こども園（旧・放虎原幼稚園）

私立
- かめりあこども園（旧・大村市立竹松幼稚園）
- ひまわり認定こども園
- 認定こども園たんぽぽ園
- くじら認定こども園
- 認定こども園昊天宮保育園
- 認定こども園すずたこども園
- フォルテこども園
- 認定こども園わんぱくはうす

#### 特別支援学校
県立
- 長崎県立ろう学校
- 長崎県立虹の原特別支援学校
- 長崎県立大村特別支援学校

#### その他の学校
県立
- 長崎県消防学校

私立
- 長崎リハビリテーション学院
- 大村建設技術専門学院

## 施設

### 図書館
- 長崎県立図書館（ミライon）・・・県立図書館と市立図書館の施設区分のない一つの図書館として整備された。
- 大村市立図書館
  - 中地区公民館（コミュニティーセンター）図書室
  - 市の出張所にも図書室がある（三浦・鈴田・竹松・福重・松原・萱瀬）

### 博物館
- 大村市こども科学館（プラットおおむら（中心市街地複合ビル）5階）

### ホール
- 大村市民会館(2015年3月31日閉館・跡地にミライon)
- シーハットおおむら（大村市体育文化センター）---ホール、体育館など。
- 長崎県立図書館（ミライon）

### スポーツ施設
- シーハットおおむら
- 大村市陸上競技場
  - テニスコート
  - 野球場
  - 補助グラウンド
- 森園運動広場
- 森園ファミリースポーツ広場
- 小路口テニスコート
- 浄水管理センターサッカー場
- 大村市アーチェリー場
- 大村市武道館
- 大村市弓道場
- 大村市児童体育館
- 大村市北部運動広場
- 大村市南部運動広場
- 大村市鈴田運動広場
- 大村市屋内プール
- 大村市民プール（2024年8月26日閉園）[9]
- 黒木山小屋

## 交通

### 航空
- 長崎空港-オリエンタルエアブリッジが同空港を運航拠点としている。

### 鉄道
- 九州旅客鉄道（JR九州）
  - ■西九州新幹線
    - 新大村駅

  - ■大村線
    - 松原駅 - 大村車両基地駅 - 【竹松駅】 - 【新大村駅】 - 諏訪駅 - 【大村駅】 - 岩松駅

中心駅は大村駅。【 】印は快速列車全列車が停車する駅。

### バス路線

#### 一般路線バス
- 長崎県営バス
  - 大村市内各地
  - 大村市 - 諫早市
- 東彼杵町営バス - JA大村北支店と東彼杵町内を結ぶ路線。

#### 高速バス
- 大村市街地発着
  - 高速シャトルバス（長崎県営バス）：長崎市 - 大村市
- 長崎空港連絡バス
  - 長崎空港リムジンバス（長崎県営バス）：長崎市および諫早市より発着
  - エアポートライナー（長崎バス）：長崎市より発着
  - 空港特急バス（西肥バス）：佐々町・佐世保市・ハウステンボス・川棚町 - 長崎空港
- 以下は長崎市と各地を結ぶ中長距離高速バスで、大村市内の長崎自動車道上の高速松原、大村IC、大村木場に停車
  - 出島号（長崎県営バス）
    - 北九州市・直方市・宮若市・基山町・神埼市 - 大村市

  - 九州号（九州急行バス）※高速松原には全便停車しない
    - 福岡市・福岡空港国際線・筑紫野市・基山町 - 嬉野市 - 大村市

  - ユタカライナー（ユタカ交通）※大村市内は大村ICのみ停車
    - 福岡市 - 大村市

  - りんどう号（長崎県営バス・九州産交バス）
    - 熊本市・合志市・和水町 - 大村市

  - サンライト号（長崎県営バス・長崎バス・大分交通・大分バス）
    - 大分市・別府市 - 由布市 - 玖珠町 - 日田市 - 朝倉市 - 大村市

  - ブルーロマン号（長崎県営バス・宮崎交通）
    - 宮崎市 - 都城市 - 小林市 - えびの市 - 大村市

  - オランダ号（近鉄バス）※大村市内は大村ICのみ停車
    - 京都市・大阪市 - 大村市

### 道路
- 高速自動車国道
  - 長崎自動車道

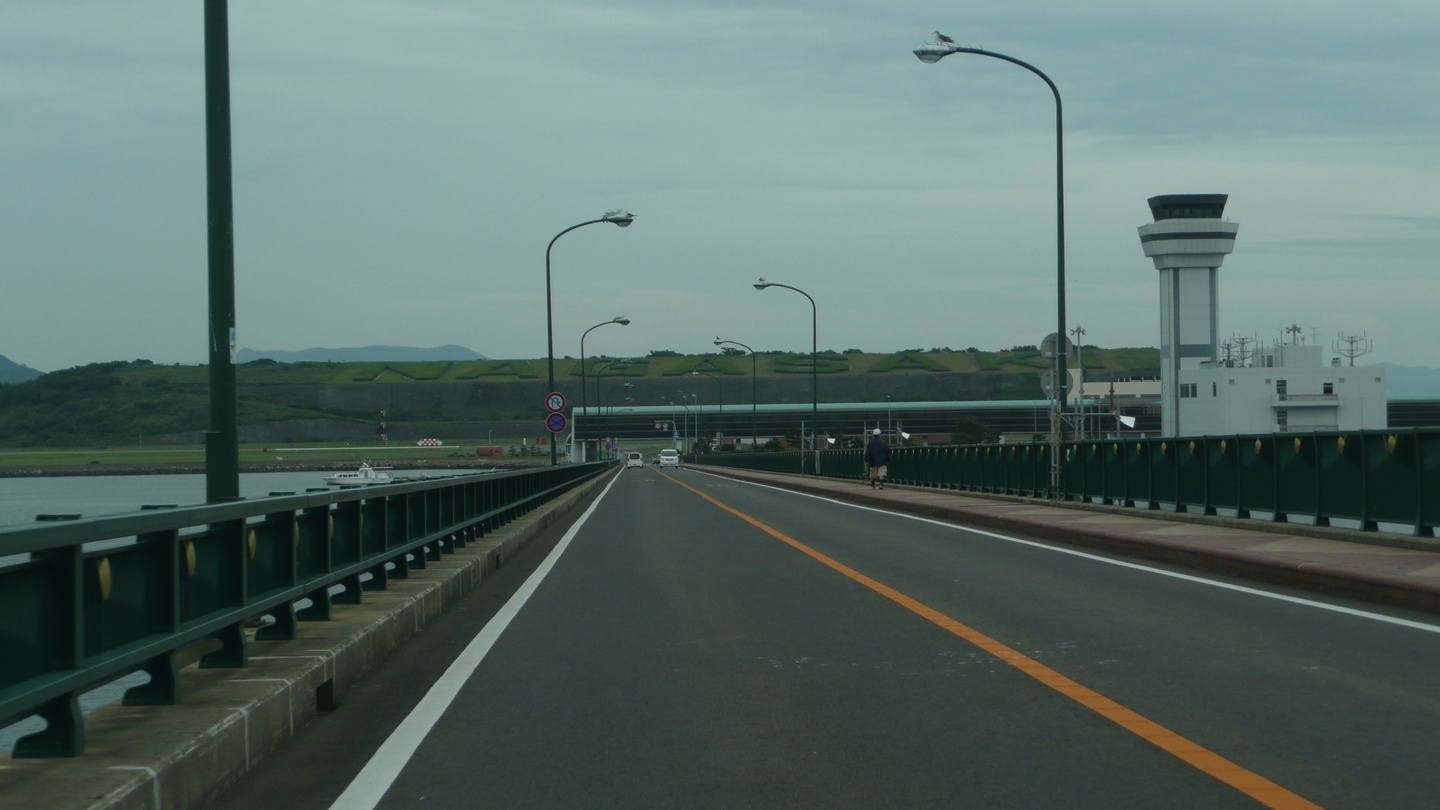
箕島大橋（長崎空港線）

    - 一般車両用施設: 大村インターチェンジ - 木場PA/スマートIC（PAは下り線のみ）
    - バス停留所: 松原バスストップ - 大村インターチェンジ - 高速大村木場（上り線は単独設置、下り線は木場パーキングエリアに併設）
    - PA（パーキングエリアは）は大村湾PA、木場PA、今村PA
    - ICは大村IC、木場スマートIC
- 一般国道
  - 国道34号
  - 国道444号
- 主要地方道（県道）
  - 長崎県道・佐賀県道6号大村嬉野線
  - 長崎県道17号大村停車場線
  - 長崎県道37号大村貝津線
  - 長崎県道38号長崎空港線
- 一般県道
  - 長崎県道126号松原停車場線
  - 長崎県道127号竹松停車場線
  - 長崎県道257号大村外環状線
- 道の駅
  - 長崎街道鈴田峠

### 港
- 大村港 （地方港湾）
  - 安田産業汽船（高速船）
    - 大村港 - 長崎空港 - 時津港（西彼杵郡時津町）

  - 三浦船津港（56条港湾）

## 名所・旧跡・観光スポット・祭事・催事
- 大村公園
玖島城址二重馬場の桜トンネル、大手（大村神社）の桜を筆頭に、大村公園は日本のさくら名所100選に選出されている。4月中旬頃「オオムラザクラ」も見られる。花見の名所であり、特に3月から7月にかけては様々な催しが行われ、来客も多い。城堀跡に作られた菖蒲園もあり、シーズン期間中は花菖蒲の見所となっている。また、菖蒲園付近にある池にはボラが多数生息している。
- 旧円融寺: 国の名勝に指定されている枯山水様式の庭園がある。
- 大村競艇場: 競艇発祥の地。県内、県外の来客も多い。入場料は100円。観覧無料のお笑いライブも多い。日本最南端の競艇場。
- 野岳湖: キャンプ、遠足などに適した公園施設。道が広いため車で行きやすい。ゴルフ場も近い。また、付近には鉢巻山展望所がある。
- 裏見の滝: 野岳湖に近く有名な滝。滝の裏側に回ることができることに由来。裏見の滝自然花苑が併設されており、世界各地のしゃくなげ6,000本が植えられている。
- 琴平スカイパーク
ピクニックやドライブ向けの施設。ソリすべり、パターゴルフ等あり。また、景色も良く大村市のほぼ全てを見渡すことができ、休日はハングライダーも多く見られる。なお、オフィスパーク方面へ繋がる999段の階段もあり。
- おおむら夢ファーム「シュシュ」: アイスクリーム,シャーベットが有名。他にレストランやマーケットもある。
- おおむら夏越まつり: 例年8月の始めに催される。初日は花火大会、2･3日目が本祭り。
- 森園公園: 空港入口（箕島大橋）にある。景色も良く、海風も当たる。
- サンスパおおむら: 空港入口の天然温泉。温泉以外にも、飲食店・コミックカフェ・ゲームセンターなど数多くの店舗がある。
- 大村湾サーキット: 野岳湖の横に位置しているレーシングカートコース。一般向けにレンタルカート完備。県内、県外の来客も多い。
- フルーツの里ふくしげ: 福重地区にある、果樹農家が密集している地区の総称・ブランド。シーズン中には、梨狩りやブドウ狩りを提供する農園もある。
- スコーコーヒーパーク: 日本初のコーヒー温室栽培に成功。自家生産によるコーヒー専門店。店舗スタッフによる観光客向けのショーも行われている。国道34号寿古町沿い。

### 郷土芸能・名産品

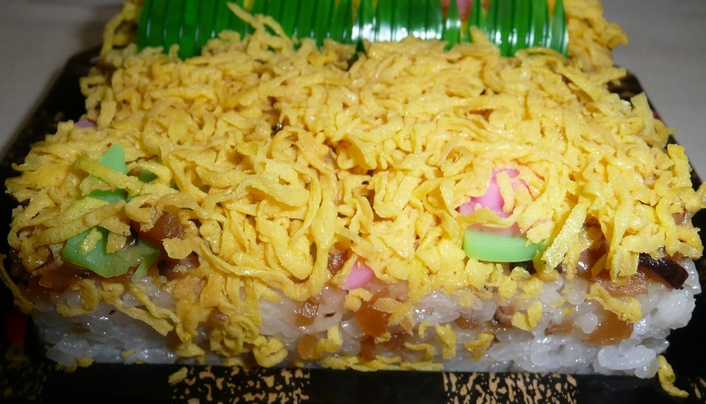
大村寿司（ジャスコ大村店）

- 黒丸踊り - 寿古踊り、沖田踊りと共に郡三踊りと呼ばれている。空港入り口交差点に黒丸踊りの像が建てられている。
- 大村寿司 - 四角形の押し寿司で、上に錦糸卵を載せたもの。主要販売店などで購入可。全日空の機内食（長崎 - 東京）でも食べられる。
- 塩ゆで落花生 - 落花生を塩ゆでしたもの。ゆでピーの愛称で親しまれている。大村市内の学校給食でも食べられている。
- 松原鎌、包丁 - 郡地区・松原本町で生産される刃物の総称。
- 黒田五寸人参 - 主に黒丸町で生産される特産品。
- 寿古コーヒー - 寿古町で生産される国産コーヒー。大村湾PAでも購入できる。
- 大村あま辛まっ黒!カレー - 2008年に考案されたご当地カレー。

### その他
- 長崎OMURA室内合奏団 - 社団法人日本オーケストラ連盟の準会員である九州で2つ目となるプロオーケストラ。
  - シーハットおおむら・さくらホールを拠点に大村市、長崎市、佐世保市で定期演奏会を年間5回開催。

## 大村市出身の人物

### スポーツ
- 大瀬良大地（プロ野球選手）
- 沖野将基（プロサッカー選手）
- 上戸大輝（大相撲力士）
- 川添美優（バレーボール選手、PFUブルーキャッツ）
- 金開山龍（大相撲力士）
- グエン・トラン・フォク・アン（社会人野球選手）
- 茂平（プロサッカー選手）
- 出羽乃富士智章（大相撲力士）
- 朝長孝介（バレーボール選手）
- 長与千種（プロレスラー、クラッシュギャルズ）
- 花屋ユウ（プロレスラー、女優）
- 吉ノ岩義行（大相撲力士）

### その他
- 池内比呂子（テノ. ホールディングス創業者・社長、女性初の九州経済連合会理事）
- 石井筆子（教育者）
- 楠本正隆（第三代衆議院議長、東京府知事、東京市会議長、長崎府判事）
- 貞松隆弥（サダマツ社長）
- 沢山精八郎（貴族院多額納税者議員）
- 杉田亮毅（元日本経済新聞社社長）
- 田崎俊作（東証一部上場企業・TASAKI創業者）
- 田口健二（元衆議院議員）
- 浜田彪（元三菱造船会長）
- 園田裕史（大村市長）
- 横山寅一郎(長崎市長)
- 蝶々夫人（プッチーニの歌劇「蝶々夫人」の主人公で架空の人物）
- 長岡半太郎（物理学者、大阪帝国大学初代総長、大村藩校五教館最後の入学者）
- 福田雅太郎（陸軍大将、旧制私立大村中学玖島学館卒）
- 丸谷浩介（法学者、九州大学教授）
- 三岳博輔（元日本NCR専務）
- 荒木十畝（横山大観と並び称される日本画の大家、私立大村中学玖島学館卒）
- 太田大八（絵本作家・画家）
- LAMP IN TERREN（ロックバンド）
- ANZA（女優、歌手）
- 谷川史子（漫画家）
- 津田菜都美 （女優、タレント）
- 徳島早苗（漫画家）
- 松尾伴内（タレント・たけし軍団）
- 古賀一樹（アダージョ）（よしもとクリエイティブ・エージェンシー沖縄所属のお笑い芸人)
- JOE（ドラマー）
- 宮脇詩音（歌手）
- 小湊よつ葉（女優、元フェアリーズ）
- ジェットセイヤ（go!go!vanillas、ドラムス）
- 渡辺清（福岡県・福島県知事）
- 渡辺昇（大阪府知事）
- 田中萬一（元最高検察庁刑事部長）
- 佐久吉忠夫（作家）
- 尾崎世里花（STU48）

## 大村市ゆかりの人物
- 今里広記（日本精工会長から経団連副会長、波佐見町出身）
- 蛭子能収（漫画家、タレント、大村競艇場で毎年蛭子能収杯が開催、長崎市出身[注 5]）
- 大村純毅（旧大村藩主家大村氏第33代当主、元大村市長、名誉市民。静岡県静岡市生まれ、東京都出身）
- 黒板勝美（国史学の権威、東京帝国大学教授、旧制私立大村中学玖島学館卒業、波佐見町出身）
- 長与専斎（衛生行政の祖、長崎府医学校（後の長崎大学医学部）校長、大村藩校五教館に学ぶ）
- 福田清人（児童文学、旧制長崎県立大村中学玖島学館卒業、波佐見町出身）
- 力道山（力士、プロレスラー、番付上の出身地は東彼杵郡大村町、出生地は朝鮮咸鏡南道）
- 宇野常寛（評論家、幼少期の一時期、大村市で過ごす）
- 高垣麗子 (ファッションモデル、母親、母方の祖父が大村市出身)[10][11]。
- 山本美月（女優、ファッションモデル、小学3年生まで大村市で育つ）
- 片山さつき（国会議員、大村藩家臣の朝長氏の子孫で大村37士の4番目朝長熊平は曽祖父にあたる）